# Calcatreu
Calcatreu es un yacimiento de oro y plata ubicado en la meseta patagónica en el sureste de la Provincia de Río Negro, Argentina, a 60 km al sur de la ciudad de Ingeniero Jacobacci y siendo San Carlos de Bariloche la ciudad con mayor población cercana al yacimiento. La explotación del proyecto es promovida por sectores del gobierno provincial pero encuentra resistencia de distintas organizaciones sociales por la utilización de cianuro, la utilización de grandes cantidades de aguas para la extracción y la acumulación de metales pesados, temiendo una posible contaminación.

## Historia
La propuesta de explotación por lixiviación con cianuro fue hecha en 1998 por la empresa Aquiline Resources Incorporated, propietaria de los derechos que luego vendió en su totalidad a la canadiense Pan American Silver Corporation. Las actividades fueron suspendidas debido al rechazo de numerosas organizaciones sociales, entre las que se consideraba más perjudicada el Consejo de Desarrollo de las Comunidades Indígenas (CODECI) de Río Negro, por afectar derechos ancestrales de propiedad de la tierra. Las actividades fueron parcialmente paralizadas cuando en julio de 2005 la Legislatura de Río Negro aprobó por amplia mayoría la Ley Provincial N.º 3981 que prohibió el uso de mercurio y cianuro en las actividades mineras, derogada el 29 de diciembre de 2011.[cita requerida]

## Proyecto de explotación
Para noviembre de 2003 el proyecto tenía once sistemas de vetas (de oro y plata) delineadas, incluida una gran veta de 2 km de largo y 20 metros de ancho. El depósito es de oro adalaria de baja sulfuración. En marzo de 2007 un estudio de factibilidad hecho por Snowden Australia por medio su subsidiaria Calcatreu Gold Project dio como resultado una operación de minería a cielo abierto de forma convencional con un rango nominal de 750,000 toneladas al año. El potencial total de mineral es de 3,5 millones con densidades de oro de 3,86 gramos/tonelada y de plata de 33,22 gramos/tonelada. Y un costo efectivo de $280,83 de dólares por onza de oro. Para el 22 de marzo de 2012 el oro cotizaba a 1.637 dólares la onza. en 2017 se denunció que dueños de las mineras se reunieron con representantes del Gobierno nacional, a cargo de Esteban Bullrich para acordar el cambio de contenidos escolares, para eliminar las referencias a la contaminación provocada por la mega minería
Pan American Silver también es propietaria del Proyecto Navidad a 140 km de Calcatreu en la frontera con la provincia de Chubut. En 2017 trascendió que varias empresas mineras, entre ellas Calcatreu aspiran a cambiar los programas de las escuelas ya que no quieren que en los niveles primario y secundario se enseñe que contaminan, lograron una mesa de diálogo en la que está el Ministerio de Educación conducido por Esteban Bullrich y la Secretaría de Minería y avanzaron en el tema, dando charlas en el Colegio Nacional Buenos Aires y en la red de escuelas judías ORT.
En 2018, Patagonia Gold adquirió los activos mineros a Pan American Silver por 15 millones de dólares, en el marco de un intercambio  de ambas empresas por el proyecto santacruceño COSE. La compradora, de Carlos Miguens (exdueño de Quilmes), prevé comenzar con la extracción en el 2020, con una reserva inicial de un millón de onzas y una proyección por 1.200 millones de dólares. El propio gobernador Alberto Weretilneck a mediados del 2017 avaló la reactivación del proyecto, que feneció en su momento por la ley contra el uso del cianuro que impulsó Magdalena Odarda, cuando era legisladora provincial.